# Jacques Flouret
Jacques Flouret (Saint-Maur, 8 settembre 1907 – Alès, 4 ottobre 1973) è stato un cestista, lunghista e dirigente sportivo francese.

## Carriera

### Pallacanestro
Guardia del Paris Université Club, ha disputato 25 partite con la Francia, vincendo il bronzo agli Europei del 1937. Ha disputato inoltre le Olimpiadi 1936 e gli Europei 1935.
Dopo il ritiro dall'attività agonistica, ha ricoperto l'incarico di vicepresidente della Federazione cestistica della Francia dal 1950 al 1964, rifiutando sempre la candidatura alla carica di presidente.

### Atletica leggera
Flouret ha preso parte alle Olimpiadi 1928, gareggiando nel salto in lungo e classificandosi al 28º posto finale. Il suo record personale nella specialità, realizzato nel 1927, fu di 7,05 m.